# 鶴岡市文化会館
鶴岡市文化会館（つるおかしぶんかかいかん）は、山形県鶴岡市に所在するホール。ネーミングライツによる愛称は、荘銀タクト鶴岡。

## 概要
旧文化会館は鶴岡市における芸術文化活動の拠点として1971年に開館した。しかし、歳月の経過から施設の老朽化が目立ち、改修もしくは改築による再整備が喫緊の課題となった。
市は、2010年11月に文化会館整備に関する庁内検討会議を設置し、整備方法や建設地、スケジュールについての検討を開始するが、改修では十分な耐震性能の実現は困難であること、たとえ改修を実施したとしても、その数年後には再改修が避けられないことがなど分かった。このため市は改築による再整備の方針を決めた。
建設地に関しては、現在地や旧荘内病院跡地、別の市有用地などが候補地として検討され、市は鶴岡アートフォーラムや庄内藩の藩校であった致道館、さらに鶴岡タウンキャンパス（慶應義塾大学先端生命科学研究所、致道ライブラリー、東北公益文科大学大学院）等の文教施設が集積していること、加えて、同じ場所での建て替えなら施設解体費に合併特例債を活用できることなどから、2011年5月に現在地での改築（建て替え）を決定した。同年6月には有識者等や公募による市民からなる鶴岡市文化会館整備検討委員会が設置され、基本計画について協議を行い、その協議を踏まえ、2012年3月に鶴岡市文化会館整備基本計画を策定した。
新会館の設計はプロポーザル方式で公募され、全国から広く提案を求めるとともに、市内設計業者の参加を促すために代表企業枠とは別に市内企業専用枠を設けた。審査の結果、代表企業枠に妹島和世建築設計事務所、さらに市内企業専用枠には新穂建築設計事務所と石川設計事務所が決まった。これに則り、市は2012年8月6日に妹島・新穂・石川設計共同企業体と文化会館改築設計業務委託契約を締結した。設計にあたっては、市民の声を反映させるために設計者のほか関係者らが、市民に説明会やワークショップを開き、設計者と市民の間で新会館のイメージを具体化させ、何度も模型を製作し、検討を重ね基本設計を固めた。外観や景観に関しても、ワークショップや説明会を開き、市民の意見も公募し、それらを設計に反映させた。そして、市景観審議会が「市街地環境上支障がなく、良好な景観形成が図られる」との結論を出したこと得て、2013年3月に基本設計が完了した。
2014年2月、旧会館の解体工事が着手され、同年3月には市内のAランク4～5社による3共同企業体の参加によって、新会館改築工事の入札が執行されるが、3共同企業体がすべて応札を辞退し不調に終わった。不調に終わった主因として震災の復興需要などに伴う工賃高騰に加え、世界的建築家によるデザインが複雑で業者が二の足を踏んだことも背景にあると見られると報じられた。この後、2回執行された入札も不調に終わったため、市は工期および入札資格等の再検討に入り、同年8月22日には本体工事費を78億90百万円とする補正予算が臨時市議会で承認された。これを受けて、4回目の入札が執行され、同年9月30日に竹中工務店東北支店を代表者とする竹中工務店・菅原建設・鈴木工務店特定建設工事共同企業体が78億84百万円で落札し、市と共同企業体は2017年8月31日までを工期とする文化会館改築工事契約を締結した。
3度にわたって入札が成立しなかったため、市はそのたびに工費を増額したため、総事業費は86億円に膨らんだ。さらに2017年2月に、屋根のコンクリート仕上げや、労務単価の高騰等によって、総事業費はさらに嵩み96億7600万円に達することが判明した。これによって、2012年の基本計画で45億円とした新会館整備事業費は当初計画の2倍を超えた。記者会見で榎本政規市長は「何十年、百年に一度の改築。優れた建築物として出来上がりつつあり、やむを得ない」と理解を求めた。なお、整備には合併特例債を活用しているため市の実質負担は30億円程度に収まる。
新会館は2017年8月に完成。同年9月1日には、鶴岡に本店を置く荘内銀行が命名権を取得し「荘銀タクト鶴岡」と決まった愛称の使用が開始され、同月30日には竣工式を挙行。2018年3月18日にNHK交響楽団とソリストのピアノに仲道郁代を迎え、こけら落し公演が行われグランドオープンした。
新会館は文教施設に隣接するため、周辺景観・歴史的建造物との調和、周囲の山々への眺望保全に配慮したデザインとし、音響設備では、近隣においても山形テルサ（山形市）や希望ホール（酒田市）、響ホール（庄内町）といったホールの設計を手掛けた永田音響設計の設計を反映している。また、大ホールの緞帳は日本画家千住博の滝をモチーフにした作品「水神」のデザインをもとに、山辺町に本社を置く宮内庁御用達のじゅうたんメーカーであるオリエンタルカーペットが制作にあたった。

## 沿革
- 1971年 - 旧文化会館開館。
- 2010年11月 - 文化会館整備に関する庁内検討会議を設置、改修または改築による再整備の検討を開始。
- 2011年6月 - 鶴岡市文化会館整備検討委員会を設置、基本計画について協議。
- 2012年1月 - 文化会館整備基本計画（案）発表、パブリックコメント実施。
- 2012年3月 - 鶴岡市文化会館整備基本計画を策定。
- 2014年7月 - 旧文化会館解体工事完了。
- 2017年
  - 2月8日 - 公募により決定したTsuruoka 鶴岡，Art 芸術，Culture 文化，Terrace テラス・集う場所の頭文字　TACT（タクト）と、指揮棒のタクトに由来する愛称「タクト鶴岡」を発表[13]。
  - 9月1日 - 命名権を荘内銀行が取得し、荘銀タクト鶴岡と決まった愛称が使用開始。
  - 9月23日 - 完成内覧会開催。
  - 9月30日 - 竣工式挙行。
- 2018年
  - 3月18日 - 新ホール グランドオープン。

## 設備
| - 大ホール - 小ホール | - 練習室 - 楽屋 | - 会議室 - 託児室 |